# Le Sap

Le Sap este o comună în departamentul Orne, Franța. În 1 ianuarie 2018 avea o populație de 852 de locuitori.